# Karibische Strömung

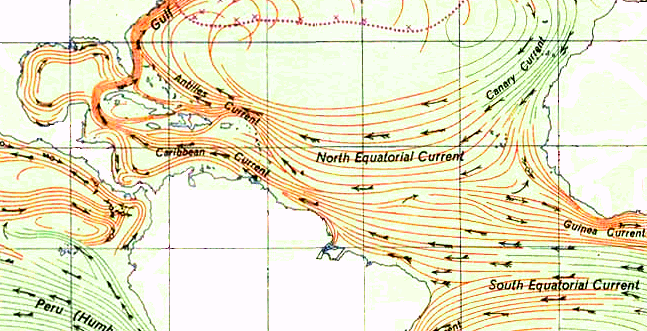
Karibische Strömung (Caribbean Current), eine warme Meeresströmung in der Karibik

Die Karibische Strömung ist eine warme Meeresströmung in der Karibik.
Sie entsteht hauptsächlich aus den warmen Wassern des atlantischen Südäquatorialstrom und Teilen des Nordäquatorialstromes. Sie passiert die Nordküste Südamerikas bei Venezuela in Richtung Nordwesten mit einer Fließgeschwindigkeit von 0,2 m/s, dreht dann nordwärts durch die Yucatánstraße (0,8 m/s) (ab hier wird die Strömung auch Yucatanstrom genannt) und weiter in Richtung Osten, wo sie zwischen Kuba und Florida zum Floridastrom wird und damit der Hauptwasserlieferant des Golfstromes ist. Im Golf von Mexiko ist die Karibische Strömung 200 – 300 km breit und durchschnittlich 800 m tief.
Die Karibische Strömung bildet nördlich von Kuba häufig eine hufeisenförmige Schlaufe, die sich windgetrieben westwärts in den Golf von Mexiko ausdehnt und Wasser mit sich führt, das gegenüber der Umgebung deutlich wärmer ist. Diese Schlaufe wird auch als Loop Current (Schleifenstrom oder Schlaufenstrom) bezeichnet. Vom Schlaufenstrom können sich im Uhrzeigersinn rotierende Wasserwirbel ablösen, die weiter nach Westen durch den Golf von Mexiko ziehen. Die Karibische Strömung einschließlich des Schlaufenstroms und der von diesem ausgehenden Wirbel können Hurrikane verstärken. Über dem Schleifenstrom können sich warme, feuchte Luftmassen bilden, die Richtung Norden in die USA gelangen und dort zur Entstehung von Nor’eastern beitragen.